# Wild Rose
Wild Rose és una població dels Estats Units a l'estat de Wisconsin. Segons el cens del 2000 tenia 765 habitants.

## Demografia
Segons el cens del 2000, Wild Rose tenia 765 habitants, 312 habitatges, i 186 famílies. La densitat de població era de 223,8 habitants per km².
Dels 312 habitatges en un 29,5% hi vivien nens de menys de 18 anys, en un 43,9% hi vivien parelles casades, en un 11,2% dones solteres, i en un 40,1% no eren unitats familiars. En el 36,9% dels habitatges hi vivien persones soles el 19,6% de les quals corresponia a persones de 65 anys o més que vivien soles. El nombre mitjà de persones vivint en cada habitatge era de 2,26 i el nombre mitjà de persones que vivien en cada família era de 2,97.
Per edats la població es repartia de la següent manera: un 23,5% tenia menys de 18 anys, un 5,8% entre 18 i 24, un 22,7% entre 25 i 44, un 21,3% de 45 a 60 i un 26,7% 65 anys o més.
L'edat mediana era de 43 anys. Per cada 100 dones de 18 o més anys hi havia 76,7 homes.
La renda mediana per habitatge era de 30.655 $ i la renda mediana per família de 37.361 $. Els homes tenien una renda mediana de 32.188 $ mentre que les dones 20.438 $. La renda per capita de la població era de 18.887 $. Aproximadament el 4,2% de les famílies i el 6,6% de la població estaven per davall del llindar de pobresa.

## Poblacions més properes
El següent diagrama mostra les poblacions més properes.